# Henry Nixon
Henry Nixon (Sídney, Nueva Gales del Sur; 1979) es un actor australiano conocido por haber interpretado a Sterlo McCormack en la serie All Saints.

## Biografía
Se graduó de la Australian National University con un grado en artes, antropología, sociología e inglés.
Se entrenó en la prestigiosa escuela australiana National Institute of Dramatic Art "NIDA".

## Carrera
En el 2002 se unió al elenco principal de la serie Don't Blame the Koalas también conocida como "Don't Blame Me" donde interpretó a Chris King hasta el final de la serie ese mismo año. Ese mismo año apareció en un episodio de la popular serie australiana Home and Away donde interpretó a Steve McLaren. 
En marzo del 2003 se unió al elenco de la popular serie médica All Saints donde interpretó al enfermero Sterling "Sterlo" McCormack hasta junio del 2004, después de que su personaje fuera despedido luego de que descubrieran que tenía una adicción alas drogas y robaba medicamentos del hospital.
En el 2005 apareció por primera vez en la popular serie Mcleod's Daughters donde interpretó a Greg Dawso, anteriormente había aparecido por primera vez en la serie en agosto del 2001 donde interpretó en dos episodios a Bruce Barry.
En el 2008 apareció en la película $9.99 donde interpretó a Drazen y también interpretó la voz del presentador de radio. Ese mismo año apareció en la película The Black Balloon como el asistente social Trevor.
En el 2010 se unió al elenco de la miniserie The Pacific donde interpretó al segundo teniente Hugh Corrigan. Ese mismo año apareció como invitado en dos episodios de la primera temporada de la serie Dance Academy donde interpretó a James, un abogado.
En el 2013 apareció como personaje invitado en varios episodios de la serie Packed to the Rafters donde interpretó a Bryn Parry , el hermano de Sian Parry (Samantha Tolj). Ese mismo año apareció en un episodio de la serie Mr & Mrs Murder donde dio vida a Jonah Ellroy, un diseñador de modas que es asesinado al final de su desfile.
Henry aparecerá en la webserie de seis partes Low Life junto a Claire van der Boom y Ruby Rose.

## Filmografía

### Series de Televisión
| Año         | Título                 | Personaje                   | Notas                   |
| ----------- | ---------------------- | --------------------------- | ----------------------- |
| 2016        | The Kettering Incident | Fergus McFadden             | 8 episodios             |
| 2016        | Rake                   | Sgt. Billy James            | episodio # 4.4          |
| 2014        | Low Life               | Jef                         | 6 episodios             |
| 2013        | Mr & Mrs Murder        | Jonah Ellroy                | episodio "En Vogue"     |
| 2013        | Packed to the Rafters  | Bryn Parry                  | 4 episodios             |
| 2012        | Devil's Dust           | Bob Debus                   | 2 episodios             |
| 2012        | Event Zero             | Egan                        | episodio "Yusuf"        |
| 2010        | Dance Academy          | James                       | 2 episodios             |
| 2010        | The Pacific            | Lt. Hugh Corrigan           | 3 episodios - miniserie |
| 2009        | East West 101          | Jake Sartor                 | episodio "Another Life" |
| 2005 - 2006 | Mcleod's Daughters     | Greg Dawson                 | 4 episodios             |
| 2003 - 2004 | All Saints             | Sterling "Sterlo" McCormack | 48 episodios            |
| 2002        | Don't Blame the Koalas | Chris King                  | 26 episodios            |
| 2002        | Home and Away          | Steve McLaren               | episodio # 1.3270       |
| 2002        | The Lost World         | Bartholomew Thorne          | episodio "Tapestry"     |

### Películas
| Año  | Título                         | Personaje           | Notas                                                                                                  |
| ---- | ------------------------------ | ------------------- | --- |
| 2016 | Down Under                     | Sgt. Jame sMcFadden | junto a Lincoln Younes, Alexander England, Damon Herriman, Marshall Napier y Justin Rosniak            |
| 2014 | $quid: The Movie               | Alan                | junto a Josh Lawson, Christian Clark & Ed Kavalee                                                      |
| 2014 | The 34th Battalion             | Laurie              | junto a Claire van der Boom, Ashley Zukerman, Vince Colosimo, Andrew Lees & Khan Chittenden            |
| 2013 | Compulsion                     | Max                 | corto - junto a Emma Lung & Leigh Scully                                                               |
| 2013 | Notes                          | George              | corto - junto a Khan Chittenden, Martin Crewes, Wayne Blair, Josh Quong Tart, Josef Ber & Abe Forsythe |
| 2013 | The Landing                    | Padre               | corto - junto a David Roberts, Kevin Delaney, Desmond Kelly & Tom Usher                                |
| 2013 | Anima                          | Roman Sokalov       | corto - junto a Katherine Hicks, Karl Beattie, Laura Brent & Aaron Scully                              |
| 2012 | Scumbus                        | David Rizeman       | junto a Christian Clark, Lachy Hulme & Samantha Tolj                                                   |
| 2012 | Butterflies                    | Hombre Malo         | corto - junto a Rachel Griffiths, Nicholas Hope & Honey Spence                                         |
| 2012 | Cryo                           | Harris              | corto - junto a Mirrah Foulkes, Brendan Donoghue & Karl Beattie                                        |
| 2012 | Skull Punch                    | Vincent             | corto - junto a Leon Cain & Jamie Dunn                                                                 |
| 2012 | Being Venice                   | Marcus              | junto a Alice McConnell, Simon Stone, Katie Wall, Garry McDonald & James Mackay                        |
| 2012 | The One Who Broke Your Heart   | Preppie             | corto - junto a Joanna Briant, Mercia Deane-Johns, ohn Keightley & T.J. Power                          |
| 2011 | Shelling Peas                  | Oficial             | corto - junto a Charlie Garber, Brenna Harding, Krew Boylan & Michael Cullen                           |
| 2011 | Sleeping Beauty                | Exnovio de Lucy     | junto a Emily Browning, Ewen Leslie, Nathan Page, Chris Haywood & Mirrah Foulkes                       |
| 2011 | Underbelly Files: Infiltration | Leigh               | junto a Sullivan Stapleton, Jessica Napier, Tottie Goldsmith & Valentino del Toro                      |
| 2011 | Venger                         | Agente Hollis       | corto - junto a Christian Clark, Bren Foster & James Caitlin                                           |
| 2011 | Ride                           | Taxista             | corto - junto a Charlotte Gregg                                                                        |
| 2010 | Cold Sore                      | Guy                 | corto - junto a Saskia Burmeister & Peter McAllum                                                      |
| 2010 | Dying Ice                      | Cael                | corto - junto a Christian Clark, Denise Roberts & Ray Anthony                                          |
| 2010 | Deliberation                   | Tim                 | corto - junto a Kate Austin                                                                            |
| 2009 | Triangle                       | Downey              | junto a Melissa George, Jack Taylor, Michael Dorman, Emma Lung, Rachael Carpani & Liam Hemsworth       |
| 2009 | Nightwalking                   | Padre               | corto - junto a Katherine Hicks, Russell Dykstra & Socratis Otto                                       |
| 2008 | $9.99                          | Drazen              | junto a Roy Billing, David Field, Leon Ford & Tom Budge                                                |
| 2008 | The Black Balloon              | Trevor              | junto a Rhys Wakefield, Luke Ford, Toni Collette, Erik Thomson, Anthony Phelan & Ryan Clark            |
| 2007 | Noise                          | Craig Finlay        | junto a Maia Thomas, Brendan Cowell 6 Nicholas Bell                                                    |
| 2007 | Feeling_Lonely?                | Drew                | corto - junto a Angus Sampson, Louis Desdoigts & Skye Wansey                                           |
| 2006 | Happy Feet                     | -                   | junto a Helmut Bakaitis, Simon Westaway, Felix Williamson & Richard Carter                             |
| 2006 | Safety in Numbers              | Nigel               | junto a Teo Gebert, Jessica Napier, Dichen Lachman & Tasma Walton                                      |
| 2004 | Somersault                     | Nick                | junto a Abbie Cornish, Damian de Montemas, Sam Worthington, Nathaniel Dean, Paul Gleeson               |

### Teatro[4]
| Año  | Obra                        | Personaje | Director (a)      | Teatro                | Notas                                                                       |
| ---- | --------------------------- | --------- | ----------------- | --------------------- | --------------------------------------------------------------------------- |
| 2006 | Lord of the Flies           | -         | Iain Sinclair     | Stables Theatre       | junto a Paul Ashton, Travis Cotton, Jamie Croft, Sam North & Mark Priestley |
| 2005 | President Wilson in Paris   | -         | Jennifer Hagan    | Playhouse Theatre     | junto a Deborah Kennedy & Henri Szeps                                       |
| 2005 | A Girl In a Car With a Man  | -         | Lenore McGregor   | The Street Theatre    | junto a Amanda Bishop, Mary Rachel Brown & John Leary                       |
| 2001 | A Poor Student              | -         | Jennifer Hagan    | Marian Street Theatre | junto a Julie Hamilton & Tony Sheldon                                       |
| 2000 | There Is No Need to Wake Up | -         | Barrie Kosky      | Playhouse Theatre     | junto a Genevieve O'Reilly, Freya Stafford & Socratis Otto                  |
| 1996 | The Duchess of Malfi        | -         | Nicholas Bolonkin | The Street Theatre    | junto a Lachlan Abrahams, Jim Adamik & Melissa Hammett                      |
| 1996 | The Wandering Jew           | -         | Camilla Blunden   | -                     | junto a John Goodall, Stephen Rebikoff & Hilary Robinson                    |
| 1996 | Three Winters Green         | -         | David Campbell    | Currong Theatre       | junto a Virginia Anderson, Simon Clarke, Iain Sinclair & Clara Witheridge   |
| 1996 | Rhinoceros                  | -         | Paul Kelly        | -                     | junto a Ewan Bolton & Paul McNally                                          |
| 1994 | Masterpieces                | -         | Peter Wilkins     | -                     | junto a Rani Chaleyer, Chris Eley, Nicole Hassler & Jack Robins             |